# Верховный Совет Казахской ССР

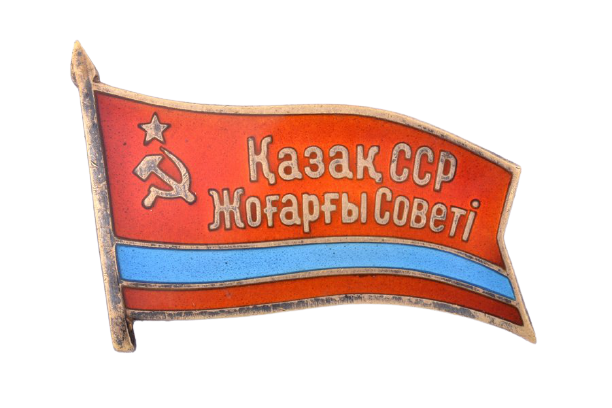
Значок депутата Верховного Совета Казахской ССР

Верховный Совет Казахской ССР (каз. Қазақ КСР-нiң Жоғарғы Кеңесi), с 10 декабря 1991 года Верховный Совет Республики Казахстан (каз. Қазақстан Республикасының Жоғарғы Кеңесi) — высший законодательный орган. Избираемый всеобщим, равным и прямым голосованием сроком на пять лет. Состоял из одной палаты численностью 360 депутатов.И принимал Закон о Гражданстве от 20.12.1991 года.Верховного Совета Каз ССР ,переименованной 10.12.1991 года в  Республику Казахстан,в 1991 г., № 52, ст. 636; газета «Советы Казахстана» от 08.01.92 № 5.

## Полномочия Верховного Совета

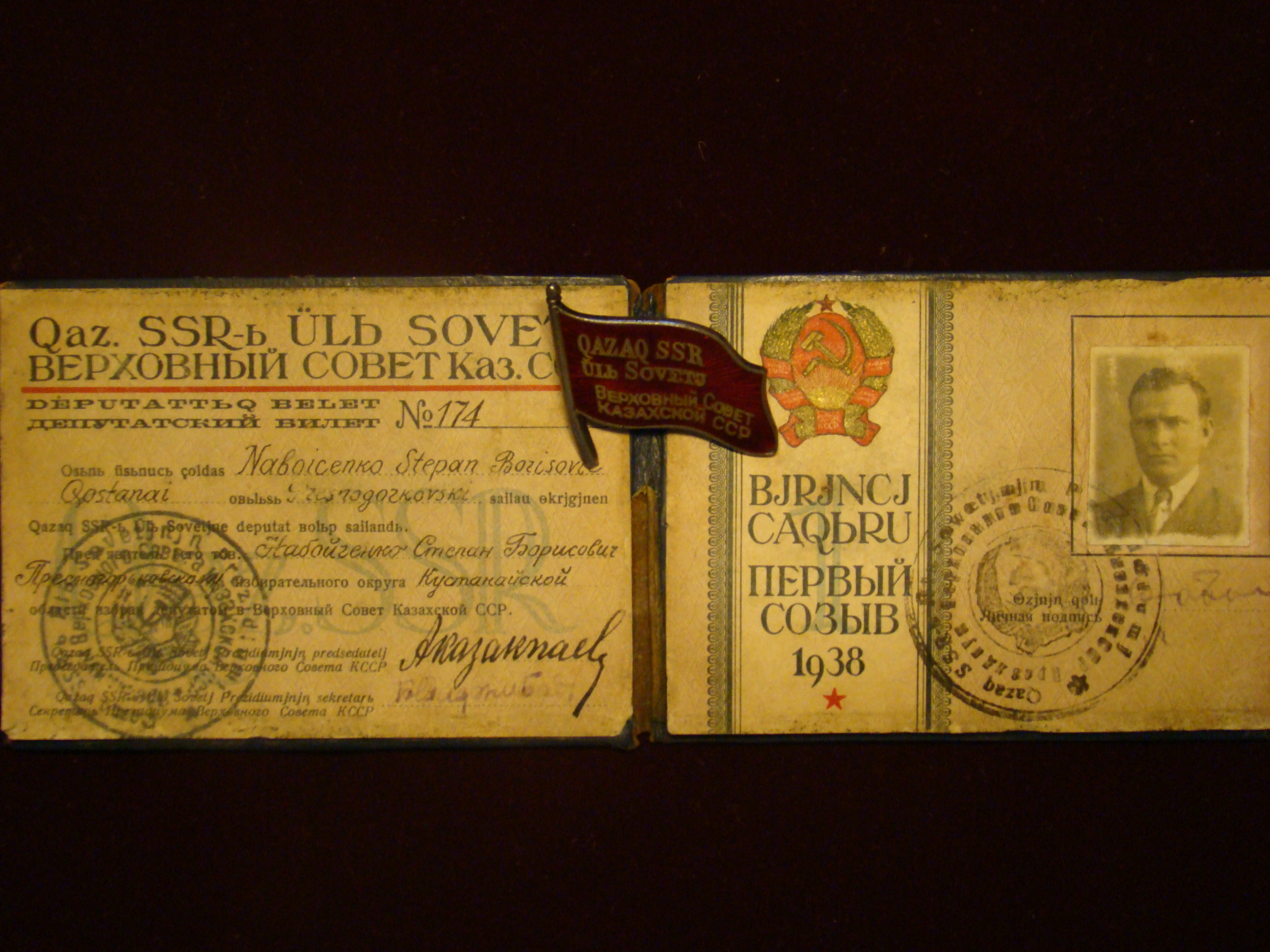
Депутатский билет С. Б. Набойченко — депутата 1-го созыва

1) назначает выборы в Верховный Совет КазССР и местные Советы народных депутатов;
2) созывает сессии Верховного Совета КазССР;
3) координирует деятельность постоянных комиссий Верховного Совета КазССР;
4) осуществляет контроль за соблюдением Конституции КазССР; обеспечивает соответствие конституции и законам КазССР;
5) назначает выборы в районные (городские) народные суды;
6) дает толкование законов КазССР;
7) осуществляет руководство деятельностью местных Советов народных депутатов;
8) определяет порядок решения вопросов административно-территориального устройства КазССР устанавливает и изменяет границы и районное деление,
областей; образует районы, города и районы в городах; устанавливает подчиненность городов; производит переименование районов, городов, районов в городах, рабочих поселков и других населенных пунктов;
9) утверждает районное деление, образование городов и районов в городах, изменение подчиненности городов, наименование и переименование районов,
городов, районов в городах, а также переименование иных населенных пунктов
10) отменяет постановления и распоряжения Совета Министров КазССР, Советов Министров областных, городских (городов республиканского подчинения) Советов народных депутатов, Советов народных депутатов в случае несоответствия их закону;
11) награждает Почётной Грамотой Президиума Верховного Совета КазССР; устанавливает и присваивает почётные звания КазССР;
12) принимает в гражданство КазССР; решает вопрос о предоставлении убежища;
13) осуществляет помилование граждан, осужденных судами КазССР;
14) ратифицирует и денонсирует международные договоры КазССР;
15) назначает и отзывает дипломатических представителей КазССР в иностранных государствах и при международных организациях;
16) принимает верительные и отзывные грамоты аккредитованных при нём дипломатических представителей иностранных государств;
17) осуществляет другие полномочия, установленные Конституцией и законами КазССР.
Статья 116. Президиум Верховного Совета КазССР в период между сессиями Верховного Совета с последующим представлением на его утверждение на очередной сессии:
1) вносит в случае необходимости изменения в действующие законодательные акты КазССР;
2) утверждает изменения границ области и округа;
3) по предложению Совета Министров КазССР образует и упраздняет министерства и государственные комитеты КазССР;
4) по представлению Председателя Совета Министров КазССР освобождает от должности и назначает отдельных лиц, входящих в состав Совета Министров КазССР.

## Созывы
- 1 созыв (1938—1946)
- 2 созыв (1947—1950)
- 3 созыв (1951—1954)
- 4 созыв (1955—1959)
- 5 созыв (1959—1962)
- 6 созыв (1963—1966)
- 7 созыв (1967—1970)
- 8 созыв (1971—1974)
- 9 созыв (1975—1979)
- 10 созыв (1980—1984)
- 11 созыв (1985—1989)
- 12 созыв (1990—1993)
- 13 созыв (1994—1995)

## Председатели Президиума Верховного Совета Казахской ССР
1. Казакпаев, Абдисамет (17 июля 1938 — январь 1947)
2. Лукьянец, Иван Куприянович (январь 1947 — 20 марта 1947) (и. о.)
3. Керимбаев, Даниял Керимбаевич (20 марта 1947 — 23 января 1954)
4. Ундасынов, Нуртас Дандибаевич (23 января 1954 — 19 апреля 1955)
5. Ташенев, Жумабек Ахметович (19 апреля 1955 — 20 января 1960)
6. Карибжанов, Фазыл Каримович (20 января 1960 — 25 августа 1960)
7. Крюкова, Капитолина Николаевна (25 августа 1960 — 3 января 1961)
8. Шарипов, Исагали Шарипович (3 января 1961 — 5 апреля 1965)
9. Ниязбеков, Сабир Билялович (5 апреля 1965 — 20 декабря 1978)
10. Абдукаримов, Исатай Абдукаримович (20 декабря 1978 — 14 декабря 1979)
11. Имашев, Саттар Нурмашевич (14 декабря 1979 — 22 февраля 1984)
12. Плотников, Андрей Павлович (22 февраля 1984 — 22 марта 1984) (и. о.)
13. Ашимов, Байкен Ашимович (22 марта 1984 — 27 сентября 1985)
14. Мукашев, Саламат Мукашевич (27 сентября 1985 — 9 февраля 1988)
15. Камалиденов, Закаш Камалиденович (9 февраля 1988 — декабрь 1988)
16. Сидорова, Вера Васильевна (декабрь 1988 — 10 марта 1989)
17. Сагдиев, Махтай Рамазанович (10 марта 1989 — 22 февраля 1990)

## Секретари Президиума Верховного Совета Казахской ССР
1. Таджибаев, Амирхан (7.1938 — 1940)
2. Байманов, Калдыбай (1940-26 декабря 1941)
3. Баймишев, Шажабек (1942)
4. Нурмагамбетов, Садык Хусаинович (1942 — 18.3.1947)
5. Даиров, Музаппар (3.1947—1951)
6. Доспанова, Хиуаз Каировна (1951)
7. Амриев, Абдугали (3.1952 — 4.1959)
8. Каржаубаев, Габдулла Шалкарович (4.1959 — 1962)
9. Рамазанова, Бижамал Рамазановна (1963 — 16.7.1975)
10. Абаева, Никара Бакировна (16.7.1975 — 12.6.1981)
11. Демесинов, Хатип Хабиевич (12.6.1981 — 28.3.1985)
12. Кадырова, Зауре Жусуповна (28.3.1985 — 1987)
13. Нурпеисов, Советхан Сейткалиевич (1987—1989)[2]

## Председатели Верховного Совета Казахской ССР
1. Дауленов, Салькен Дауленович 15 июля 1938 — 25 сентября 1939
2. Бозжанов, Нурмухамед (25 сентября 1939 — 16 декабря 1944)
3. Чуланов, Габдулла июль 1945 — 18 марта 1947
4. Джангозин, Джакип-Бек 18 марта 1947 — 28 марта 1951
5. Каржаубаев, Габдулла Шалкарович 28 марта 1951 — 28 марта 1955
6. Карсыбаев, Шакир Карсыбаевич 28 марта 1955 — 27 марта 1959
7. Баишев, Сактаган Баишевич 27 марта 1959 года — 20 марта 1963 года
8. Закарин, Аскар Закарьевич 20 марта 1963 — 11 апреля 1967
9. Есенов, Шахмардан Есенович 11 апреля 1967 года — 13 августа 1974 года
10. Мусрепов, Габит Махмутович 13 августа 1974 — 16 июля 1975
11. Имашев, Саттар Нурмашевич 16 июля 1975 года — 13 декабря 1979 года
12. Медеубеков Кийлыбай Усенович (13 декабря 1979 — 22 февраля 1990)
13. Назарбаев, Нурсултан Абишевич (22 февраля — 24 апреля 1990)
14. Асанбаев, Ерик Магзумович (24 апреля 1990 — 16 октября 1991)
15. Абдильдин, Серикболсын Абдильдаевич (16 октября — 16 декабря 1991)

## Председатели Верховного Совета Республики Казахстан
1. Абдильдин, Серикболсын Абдильдаевич (16 декабря 1991 — 10 декабря 1993)
2. Кекилбаев, Абиш Кекилбаевич (1994 — 1995)